# Qairat Moldasseitow
Qairat Qussejinuly Moldasseitow (kasachisch Қайрат Құсейінұлы Молдасеитов, russisch Кайрат Кусейнович Молдасеитов; * 18. Januar 1967) ist ein kasachischer Geschäftsmann und Politiker.

## Leben
Qairat Moldasseitow wurde 1967 geboren. Er erwarb 1991 einen Abschluss am Landwirtschaftlichen Institut in Aqmola. Im Jahr 2000 folgte ein weiterer Abschluss an der Staatlichen Kasachischen Universität für Rechtswissenschaften.
Nach seinem Hochschulabschluss war er in der Wirtschaft tätig. So war er zwischen 1992 und 2009 bei mehreren Unternehmen in verschiedenen Positionen beschäftigt. Von 2007 bis 2009 war er zudem Abgeordneter in der Regionalparlament des Gebietes Südkasachstan. Im Juli 2009 wurde er dann zum Äkim (Bürgermeister) der Stadt Türkistan ernannt. Nachdem Arman Schetpisbajew von seinem Amt zurückgetreten war, wurde Moldasseitow am 24. April 2012 zum neuen Äkim von Schymkent ernannt. Nach einer Reihe von Korruptionsskandalen und Rücktritten anderer regionaler Politiker wurde auch Moldasseitow am 21. Mai 2013 von seinem Amt an der Spitze der Stadtverwaltung entlassen. Nach offiziellen Angaben erfolgte seine Entlassung aus gesundheitlichen Gründen. Seit Januar 2017 ist er Honorarkonsul Ungarns in Schymkent.